# Haidakhan Babaji

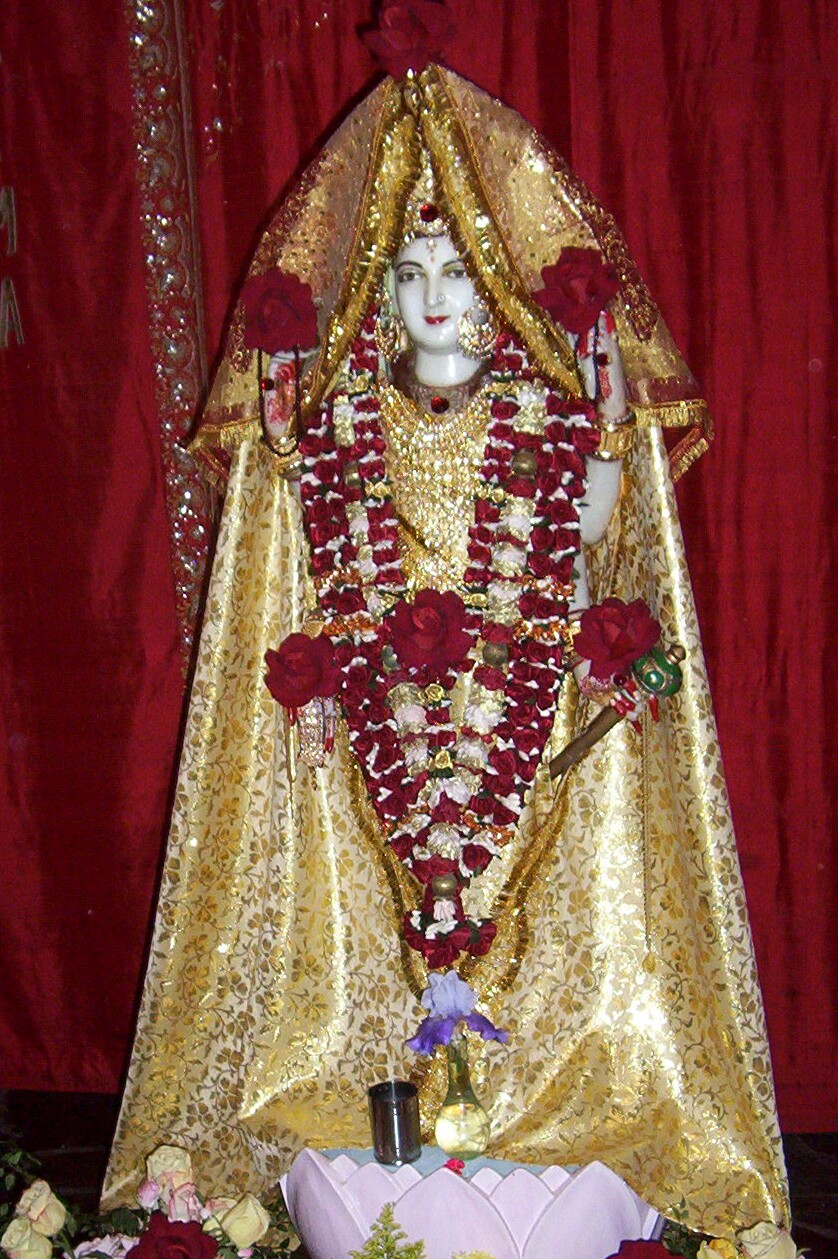

Haidakhan Babaji, auch Haidakhan Shivani († 14. Februar 1984) war ein Yogi der – wie vor ihm Mahavatar Babaji – Babaji („verehrter Vater“) genannt wurde. Er soll von einem reisenden Meister namens Mahendra Baba angekündigt worden sein und erschien 1970 als meditierender junger Mann im nordindischen Haidakhan. Seine Jünger sehen ihn als Inkarnation Mahavatar Babajis und als Verkörperung von Shiva.
Haidakhan Babajis Lehre umfasste die absichtslose Meditation mit dem Mantra „om namaḥ śivāy“ (das Mantra im originalen Sanskrit: ॐ नमः शिवाय्) – in englischsprachigen und auch deutschen Büchern über Babaji international vereinfacht geschrieben als „Om Namah Shivay“ („Om, Ehre sei dem Shiva“) – zur Beruhigung des Geistes und der Erfahrung der göttlichen Wirklichkeit sowie den Karma-Yoga. Einfachheit, Wahrheit und Liebe waren die drei Eckpunkte seiner Lehre. Er sprach wenig und lehrte hauptsächlich durch seine Art und Weise, mit den Menschen umzugehen, also mehr praktisch als theoretisch.
Eher selten hielt Babaji, der auch Bhole Baba („einfacher Vater“) oder Mahaprabhuji („verehrter großer Herr“) genannt wurde, Ansprachen an seine Schüler und Besucher, die aus der ganzen Welt anreisten. Er wies dabei auf das Mahakranti (große Zerstörung, Revolution) und kommende Zeiten großer Transformationen hin. Im Jahre 1984 starb er überraschend.
Haidakhan Babajis Geschichte ist im Tagebuch seiner Jüngerin Gora Devi (geb. Valeria Bonazzola), Das Abenteuer einer Transformation. 12 Jahre mit Babaji, beschrieben. Neben seiner Lehre hinterließ Haidakhan Babaji zahlreiche Ashrams in vielen Ländern, darunter den Ashram in Haidakhan, in dem er sich die meiste Zeit über aufhielt. Zum Nachfolger, der sich um seine Schüler kümmern solle, ernannte er Muniraji († 4. August 2012).